# Лайхинген
Ла́йхинген (нем. Laichingen, алем. нем. Loechenge) — город в Германии, в земле Баден-Вюртемберг.
Подчинён административному округу Тюбинген. Входит в состав района Альб-Дунай. Население составляет 10 867 человек (на 31 декабря 2010 года). Занимает площадь 69,84 км². Официальный код — 08 4 25 071.
Город подразделяется на 4 городских района.

## Известные уроженцы, жители
- Маттиас Шауфлер (англ. Matthias Schaufler, 1964) — современный немецкий живописец.

## Фотографии
- Церковь
- Водонапорная башня